# Sancti Spíritus

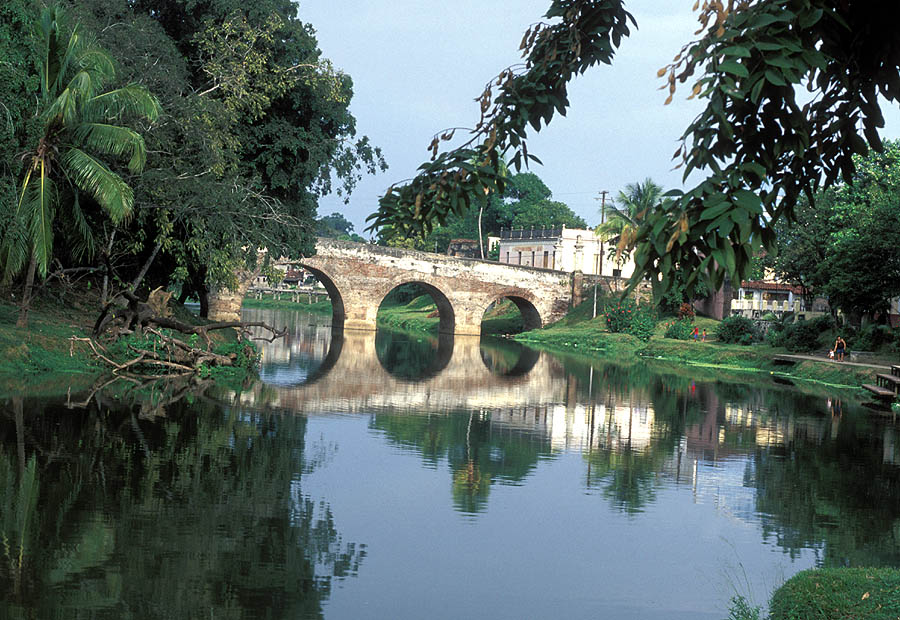
Sancti Spíritus - most Yayabo nad rzeką o tej samej nazwie

Sancti Spíritus – miasto w środkowej Kubie; przy Carretera Central; jedno z najstarszych miast kraju (założone 1514); ośrodek administracyjny prowincji Sancti Spíritus; 131 tys. mieszkańców (2006). Ośrodek handlowy regionu hodowli bydła i uprawy tytoniu; przemysł spożywczy, odzieżowy, skórzany; węzeł drogowy; ośrodek turystyczny; port lotniczy Sancti Spíritus.